# Asterope (filha de Atlas)
Asterope, na mitologia grega, foi uma das plêiades, as filhas de Atlas e Pleione, filha do Oceano. Atlas era filho de Jápeto e Clímene, que, assim como Pleione, era uma das oceânides, as filhas de Oceano e Tétis.
Quando Pleione estava passeando pela Beócia com suas sete filhas, foi perseguida pelo caçador Órion, por sete anos. Júpiter, com pena delas, apontou um caminho até as estrelas, e elas formaram a causa da constelação do Touro.
As plêiades são: Electra, Maia, Taigete, Alcíone, Celeno, Asterope e Mérope.
Enomau foi o filho de Asterope e Marte, porém algumas versões dão Asterope como esposa de Enomau.